# London School of Hygiene & Tropical Medicine
La Scuola di igiene e medicina tropicale di Londra (in inglese: London School of Hygiene & Tropical Medicine, LSHTM) è un'università pubblica di ricerca situata nel quartiere londinese di Bloomsbury; costituisce parte dell'Università di Londra ed è specializzata in salute pubblica e medicina tropicale. Gli studenti che vi completano con successo gli studi ricevono il titolo di laurea all'Università di Londra.
L'istituzione fu fondata nel 1899 da Sir Patrick Manson, dopo una donazione del filantropo indiano Parsi Bomanjee Dinshaw Petit. È diventata una delle istituzioni meglio valutate nelle classifiche mondiali nei campi della salute pubblica e delle malattie infettive.
La missione di LSHTM è di contribuire al miglioramento della salute in tutto il mondo mirando all'eccellenza nella ricerca, nell'insegnamento post laurea e nella formazione avanzata in sanità pubblica nazionale e internazionale e medicina tropicale, informando le politiche e la pratica in queste aree. Il reddito annuale dell'istituzione per il 2018-19 è stato di 247,5 milioni di sterline, di cui 167,6 milioni provenivano da assegni e contratti di ricerca, con una spesa di 267,8 milioni.

## Storia

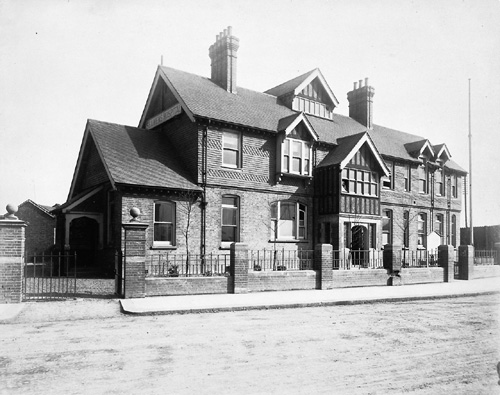
L'ospedale "Albert Dock Seamen" all'inizio del XX secolo

La scuola fu fondata nel 1899 da Sir Patrick Manson come London School of Tropical Medicine (Scuola di Medicina Tropicale di Londra) dopo che il filantropo Parsi Bomanjee Dinshaw Petit fece una donazione di 6,666 £.
Inizialmente era situata in un ospedale nei Docklands di Londra.
Tra i primi traguardi raggiunti della scuola ci furono le scoperte di George Carmichael Low, che ha dimostrato che la filariasi è diffusa da punture di zanzara, e Aldo Castellani, che ha scoperto i tripanosomi nel liquido cerebrale di coloro che soffrono di malattia del sonno, nonché ulteriori esperimenti che dimostrano che le zanzare sono il vettore in la diffusione della malaria.

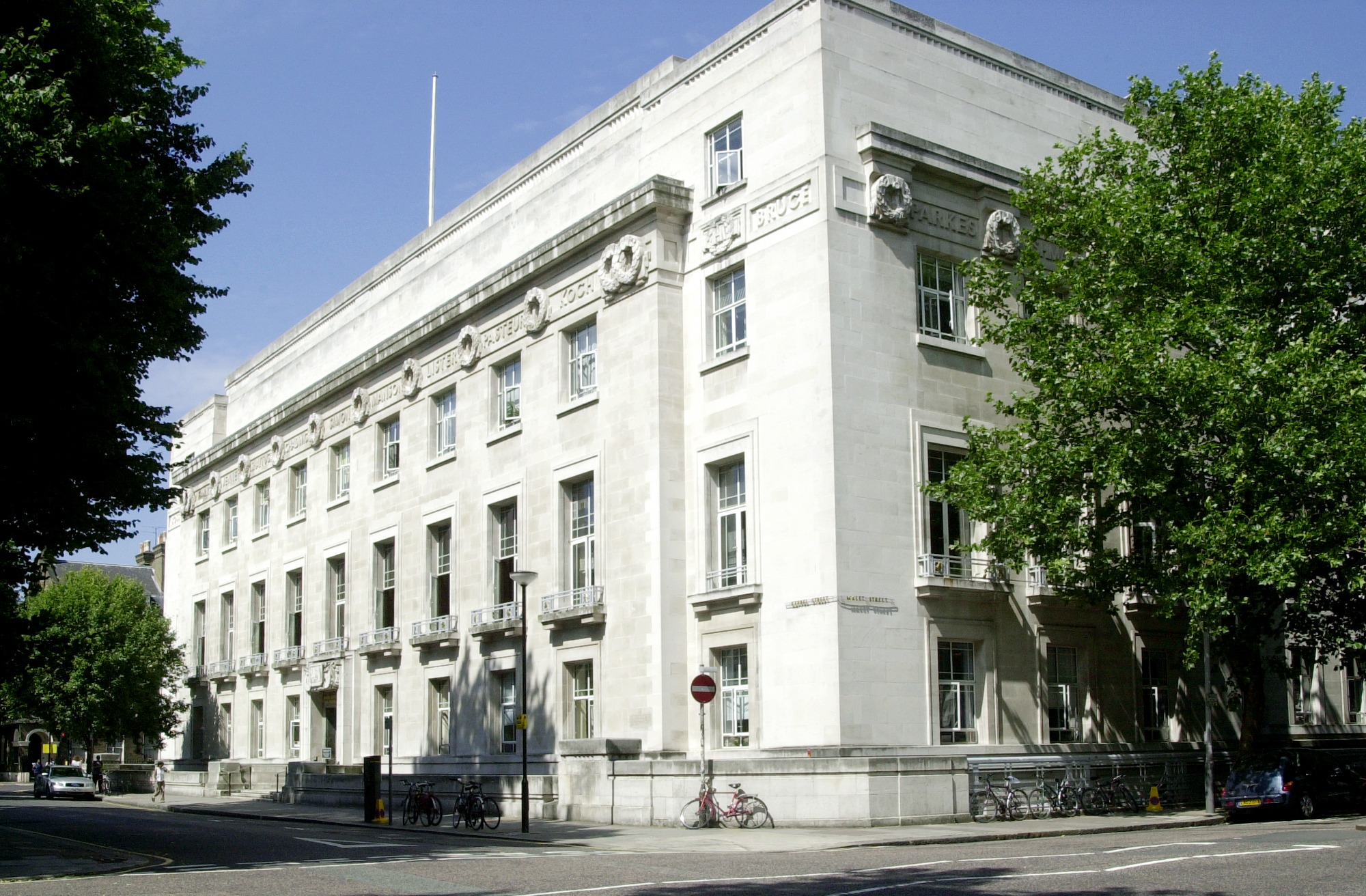
Edificio di Keppel Street

Durante la prima guerra mondiale, molti dei docenti furono arruolati nell'esercito dove spesso continuarono a curare o ricercare malattie tropicali con l'obiettivo di proteggere la salute delle truppe che combattevano nelle campagne mediorientali e africane. Nel frattempo, alla scuola rimanevano abbastanza docenti per continuare l'insegnamento, anche se le iscrizioni calarono drasticamente durante la guerra. A seguito della guerra, la Scuola previde un aumento del numero di pazienti affetti da malattie tropicali dopo il rientro delle truppe dall'estero e così fu proposta una risoluzione per spostare la Scuola nel centro di Londra.
Nel 1920 la Scuola, insieme all'Ospedale per le malattie tropicali, si trasferì a Endsleigh Gardens nel centro di Londra, rilevando un ex hotel che era stato utilizzato come ospedale per gli ufficiali durante la prima guerra mondiale. Nel 1921 il Comitato Athlone consigliò la creazione di un istituto di medicina statale, che si basò su una proposta della Fondazione Rockefeller di sviluppare un'istituzione con sede a Londra che avrebbe guidato il mondo nella promozione della salute pubblica e della medicina tropicale. Questa scuola ampliata, ora chiamata London School of Hygiene & Tropical Medicine (Scuola di Igiene e Medicina Tropicale di Londra), ottenne l'approvazione regale nel 1924.

## Sede
La scuola si trasferì nella sua sede attuale a Gower Street nel 1929. Il concorso fu vinto nel 1925 dagli architetti Morley Horder e Verner Rees che individuarono l'ingresso principale in Keppel Street. L'edificio fu inaugurato nel 1929 dal Principe del Galles. L'acquisto del sito e i costi di costruzione furono possibili grazie a una donazione di due milioni di dollari dalla Fondazione Rockefeller. La scuola ha anche una sede secondaria nella vicina strada Tavistock Place.

## Facoltà e centri di ricerca

### Facoltà
La Scuola è composta da tre facoltà:
- Facoltà di Epidemiologia e Salute di Popolazione
- Facoltà di Malattie infettive e tropicali

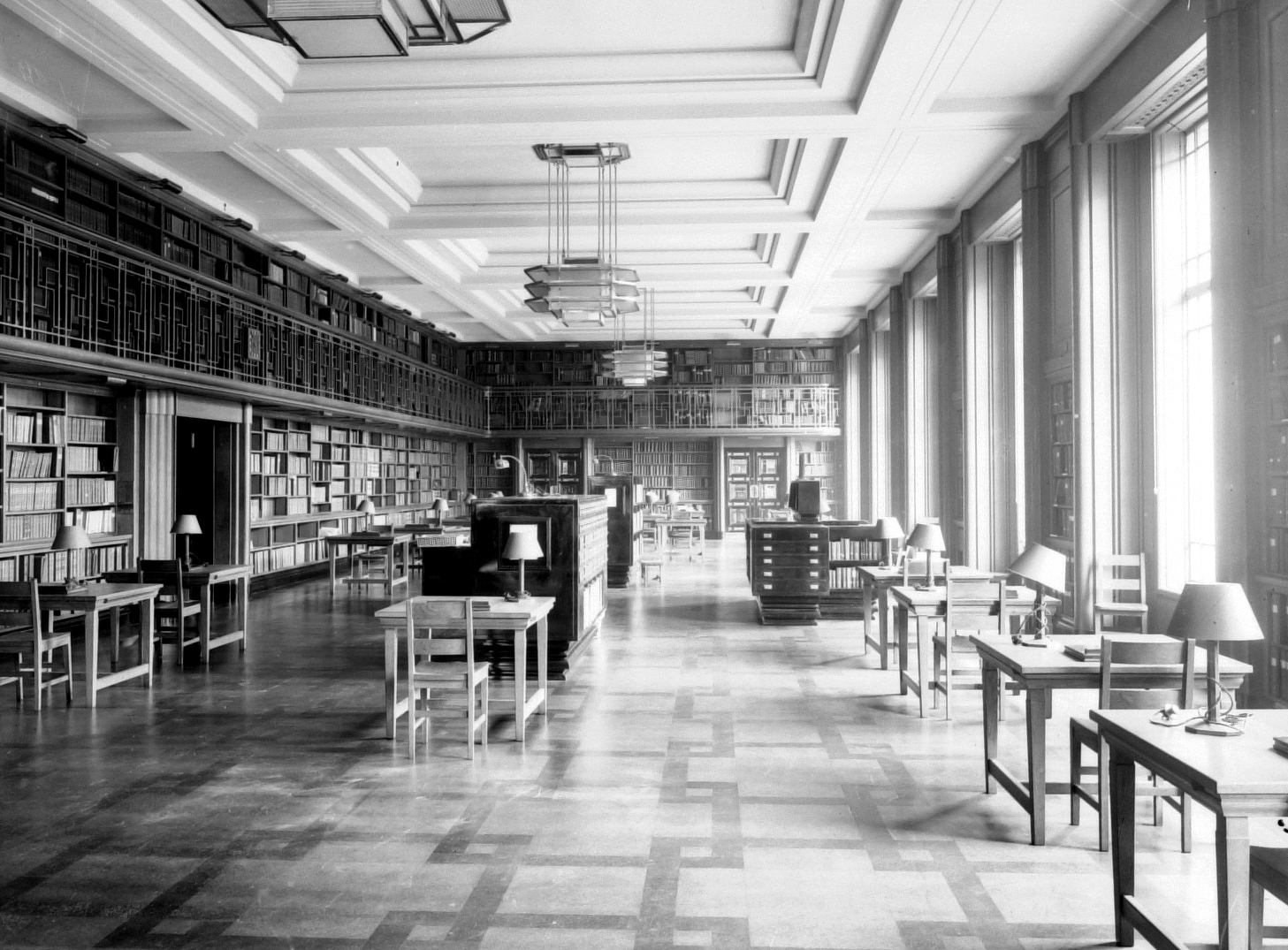
La sala di lettura della biblioteca della London School of Hygiene & Tropical Medicine scattata nel 1929. Immagine per gentile concessione del servizio bibliotecario e archivistico della London School of Hygiene & Tropical Medicine

- Facoltà di Sanità pubblica

### Centri di ricerca

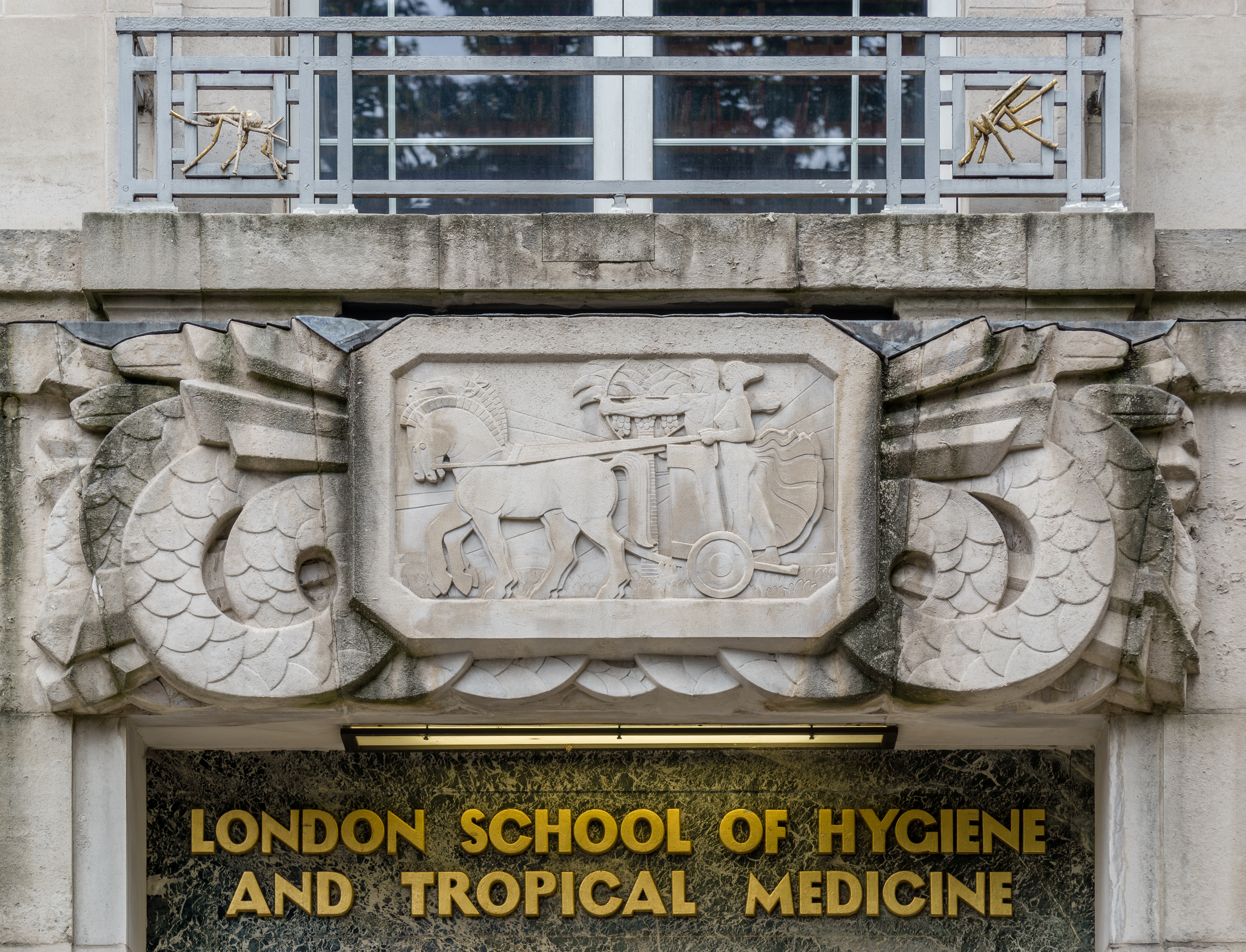
Insegna e logo dell'entrata della Scuola

La Scuola è sede dei seguenti centri di ricerca:
- Centro di resistenza antimicrobica
- Centro per le malattie croniche globali
- Centro per la salute mentale globale
- Sanità ostetrica, infantile, adolescenziale e riproduttiva
- Centro malaria
- Centro valutazione
- Centro per la metodologia statistica
- Centro tubercolosi
- Centro per la sanità nelle crisi umanitarie
- Centro di genomica applicata
- Centro di modelli matematici di malattie infettive
- Centro di storia nella sanità pubblica
- Centro vaccini
- Centro sui cambiamenti climatici e la salute planetaria

### Programmi di insegnamento e ricerca

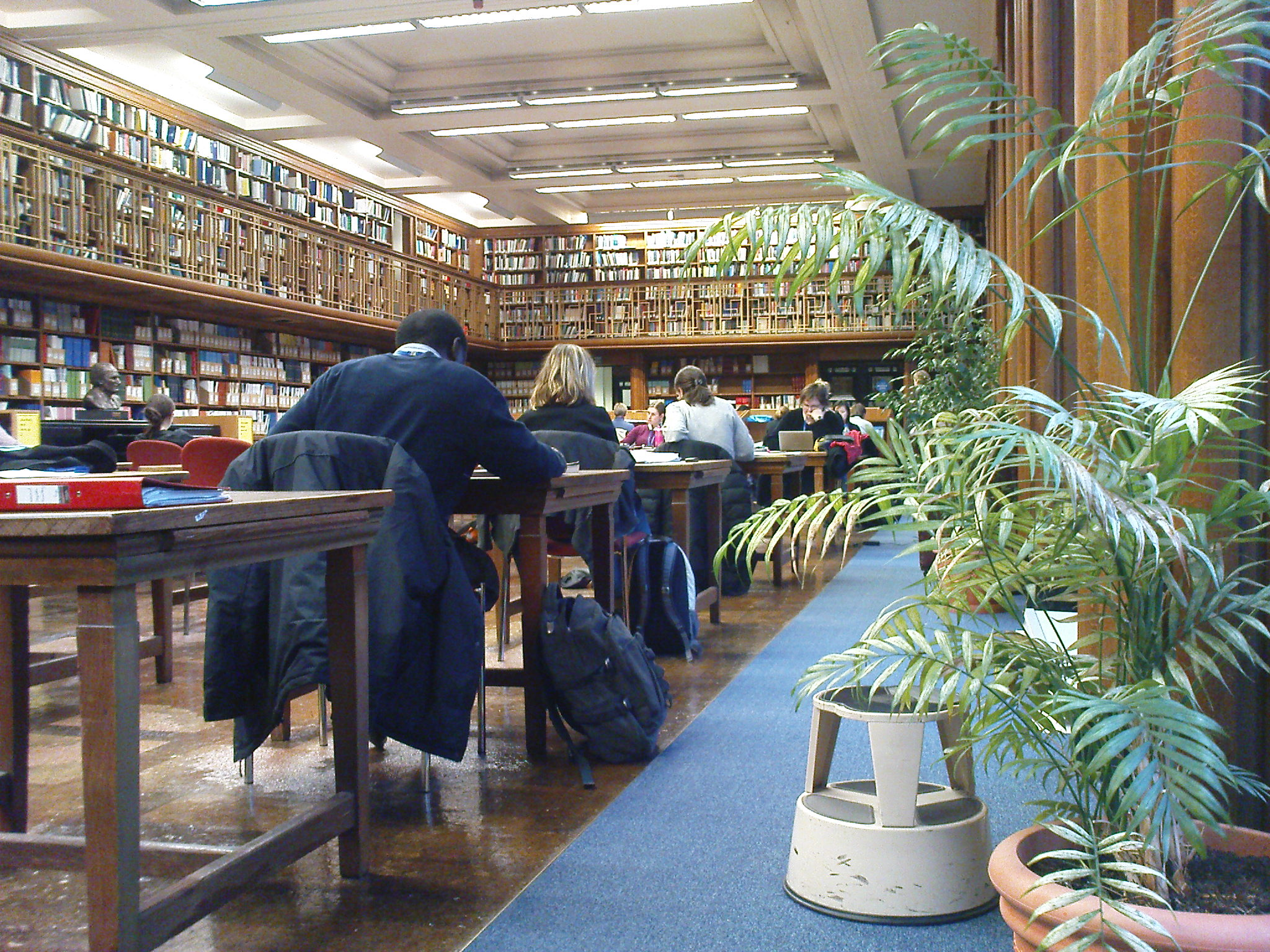
La biblioteca della London School of Hygiene & Tropical Medicine

Tutte e tre le facoltà offrono una vasta gamma di corsi di laurea magistrale (MSc), nonché corsi di dottorato che portano a titoli di DrPH, MPhil e PhD. Esistono corsi di didattica in presenza e didattica a distanza, in collaborazione con i programmi internazionali dell'Università di Londra. La Scuola offre anche l'accesso a corsi online gratuiti.